# 旭岳 (北アルプス)
旭岳（あさひだけ）は、富山県黒部市に位置する標高2867 mの山である。
白馬岳の西方に位置し、周辺には裏旭岳（2733 m）・丸山（2768 m）・離山（2731 m）などの山々が連なっている。主稜線からは外れた位置にあるものの、白馬岳と祖母谷温泉を結ぶ登山道が南面を通過している。付近では遭難による死亡事故も発生している。